# Семиотика
Семиотиката (понякога семиология) е научна дисциплина, която изучава знаците както поотделно, така и групирани в знакови системи. Тя включва изучаването на това как се създава значението на един знак и също неговото разбиране, въобще знаковите процеси (семиоза), или сигнификацията (значението) и комуникацията, знаците, но и символите.
Формалното разделяне на семиотиката на 3 дяла:
- Семантика: занимава се с отношението между знаците и техните означаеми (референти, денотати, номинати);
- Синтактика: занимава се с отношението между самите знаци и правилата, които ги управляват (свързват);
- Прагматика: занимава се с отношението между дадени знаци и намерението (интенцията) на използващия ги

дължим на Виенския кръг философи около Мориц Шлик, наречени Общество „Ернст Мах“.

## История на понятието семиотика
Джон Лок (1632–1704) въвежда термина „семейотике“ през 1690 г. в „Опит върху човешкия разум“. Той идва от гръцката дума за „знак“ σημειον (sēmeion).

## Видове семиотични изследвания
Могат да бъдат разглеждани и дялове на семиотиката, използвани в различни области:
- Литературна семиотика – занимава се със семиотика на литературния текст
- Визуална семиотика – семиотика на визуалната комуникация
- Когнитивна семиотика
- Компютърна семиотика
- Културна (понякога заедно с литературна) семиотика
- Музикална семиология
- Социална семиотика
- Театрална семиотика
- Семиотика на дизайна и продуктите (продуктова семиотика)
- Урбанистична (архитектурна) семиотика
- Семиопедагогика – семиотика на педагогическата комуникация
- Психосемиотика
- Биосемиотика – Семиотиците също така понякога изследват как организмите, независимо колко големи или малки са те, правят предположения за своята семиотична ниша в света и как се приспособяват към нея (вижте Семиоза). Семиотиката теоретизира на най-общо ниво за знаците, а с изучаването на обмена на информация в живите организми се занимава биосемиотиката.
- Структурализъм и пост-структурализъм, които не са дялове, но произхождат в известен смисъл от семиотиката.

## Семиотичната терминология
Семиотиците класифицират знаците и знаковите системи в зависимост от начина им на предаване (вж. модалност). Този процес на пренасяне на смисъл зависи от използването на семиотичен код, който може да бъде отделните звукове или букви, които хората използват, за да образуват думи, но също и движения на тялото, които те извършват, за да покажат отношение или емоция, или дори дрехите, които носят.

#### Лексикална семиотика
За да изкове дума или израз за обозначаване на „нещо“ (виж лексема и лексикална единица), общността трябва да се споразумее относно едно просто значение (денотативно значение) в своя език. Но тази дума може да предава това значение само в граматическите структури и кодове на езика (вижте синтаксис и семантика). Кодовете представят също културните ценности могат да добавят нови оттенъци на конотация на всеки елемент от живота.

#### Семиотика и теория на комуникацията
За да се обясни връзката между семиотиката и науките за комуникацията, комуникацията се дефинира като процес на предаване на данни от един източник до един приемник възможно най-ефективно. Следователно теоретиците на комуникацията създават модели на основата на кодове, медии и контексти, за да обяснят участващите в процеса биология, психология и механика. И двете дисциплини също така приемат, че техническият процес комуникация (установен чрез опити за техническа сигнализация) не може да бъде разделен от факта, че приемникът трябва да декодира данните, т.е. да може да разпознае данните като забележителни и да разбере значението им. Това предполага, че съществува необходимо застъпване между семиотиката и комуникацията. И наистина много понятия са общи, въпреки че във всяка област ударението се поставя на различно място. В „Послания и значения: Въведение в семиотиката“ Марсел Данеси казва, че приоритетите на семиотиците са да изучават първо сигнификацията и след това комуникацията . По-краен поглед се предлага от Жан-Жак Натиез (1987), който като музиколог смята, че теоретичното изучаване на комуникацията няма връзка с прилаганата от него семиотика.

#### Семиотика и езикознание
Семиотиката трябва също да се разграничи от езикознанието. Въпреки че и двете започват от едно и също място, семиотиката свързва езиковите факти с неезикови факти, за да осигури по-широко емпирично покритие и да предложи изводи, които изглеждат по-правдоподобни, защото интуитивно хората разбират, че езикът може да се интерпретира само в социален контекст (понякога наричан „семиосфера“). Чистото езикознание „разглобява“ езика на неговите компоненти и анализира употребата му в забавено време, докато в действителния свят на човешкото семиотично взаимодействие често има хаотично преливане на език и знаков обмен, който семиотиката се опитва да анализира и по този начин да намери общите правила, приети от всички участници.

#### Семиотика и философия на езика
Може би още по-трудно е разграничението между семиотика и философия на езика. В определен смисъл разликата е по-скоро разлика в традициите, отколкото разлика в предмета. Различни автори са се наричали „философ на езика“ или „семиотик“. Тази разлика не съответства на разделянето на аналитичната от континенталната философия. Отблизо вероятно могат да се забележат някои разлики по отношение на предмета. Философията на езика обръща повече внимание на естествените езици или на езиците въобще, докато семиотиката се интересува и от неезиковата сигнификация. Философията на езика също така има по-силна връзка с езикознанието, а семиотиката е по-близка до някои хуманитарни дисциплини (включително теория на литературата и културна антропология).
Семиозата е процес, който образува значение от схващанията на всеки организъм за света чрез знаци.

## История
Важността на знаците и сигнификацията е признавана през повечето от историята на философията, а също така и в психологията. Както Платон, така и Аристотел, изследват връзката между знаците и света, а Августин изследва природата на знака в една конвенционална система. Тези теории са имали дълготрайно влияние върху западната философия, особено чрез схоластичната философия. Неотдавна Умберто Еко, в своята „Семиотика и философия на езика“ показва, че семиотични теории се крият в делата на повечето, ако не на всички значителни мислители.

## Значими семиотици

#### Пърс
Чарлз Сандърс Пърс (1839–1914), основател на философската доктрина, известна като прагматизъм, предпочитал името „семейотика“. Дефинира „семиоза“ като „...действие или влияние, което е или подразбира съдействието на три субекта като знак, неговият обект и интерпретанта му, като това тройно взаимно влияние не може да се сведе по никакъв начин до действия по двойки“. (Прагматизъм, 1907). Неговото понятие за семиоза еволюира с времето, започвайки с тройната връзка, описана току-що, и завършвайки със система, състояща се от 59 049 възможни елемента и връзки. Една от причините този брой да е толкова висок е, че той позволява на всеки интерпретант да действа като знак, създавайки при това нова сигнифицираща връзка. Пърс е и известен логист и разглежда семиотиката и логиката като страни на една по-широка теория.

#### Сосюр
Фердинанд дьо Сосюр (1857–1913), „баща“ на съвременната лингвистика, предлага дуалистична представа за знаците, свързваща „сигнификаторът“ като форма на изречената дума или фраза със „сигнифицираното“ като мисловна концепция. Трябва да се отбележи, че според Сосюр знакът е напълно произволен, т.е. не е задължително да има връзка между знака и неговото значение. Това го разграничава от предишните философи като Платон или схоластиците, които мислят, че трябва да има някаква връзка между сигнификатора и обектът, когото той сигнифицира. Настойчивостта на Сосюр относно произволността на знака повлиява силно и по-късни философи, особено постмодерните теоретици като Жак Дерида, Ролан Барт и Жан Бодрияр. Фердинанд дьо Сосюр изковава термина „семиология“ докато преподава епохалния си „Курс по обща лингвистика“ в Женевския университет през 1906-1911 г. Сосюр постулира, че нито една дума не е по същество смислена. Една дума е по-скоро само „сигнификатор“, т.е. представяне на нещо, и тя трябва да се съчетае в мозъка със „сигнифицираното“, самото нещо, за да образува изпълнен със смисъл „знак“. Сосюр вярва, че декомпозицията на знаците е същинска наука, защото, правейки това, ние достигаме до емпирично разбиране как хората преобразуват физическите дразнения в думи и дуги абстрактни понятия.

#### Йелмслев
Луи Йелмслев (1899–1965) развива структуралистки подход към теориите на Сосюр. Най-известната му работа е „Пролегомена: Една теория на езика“, която е разширена до „Резюме на теорията на езика“ – формална разработка на „глосематиката“ – неговата научна систематика на езика.

#### Чарлз Морис
Чарлз У. Морис (1901–1979). В своите „Основи на теорията на знаците“ (1938) той дефинира семиотиката като групираща триадата синтаксис, семантика и прагматика. Синтаксисът изучава взаимовръзките между знаците без да се интересува от смисъла. Семантиката изучава връзката между знаците и обектите, до които те се отнасят. Прагматиката изучава връзката между знаковата система и нейният потребител — човек или животно. За разлика от ментора си Джордж Хърбърт Мийд Морис е бихейвиорист и симпатизира на позитивизма на колегата си Рудолф Карнап от Виенския кръг. Морис е обвинен в неправилно тълкуване на Пърс.

#### Умберто Еко
Умберто Еко запознава по-широка публика със семиотиката чрез различни публикации, най-известни от които са „Теория на семиотиката“ и романът „Името на розата“, който включва семиотични елементи. Най-важните му приноси в областта са във връзка с интерпретацията, енциклопедиите и моделния читател.

#### Греймас
Алгирдас Юлиус Греймас развива структурен вариант на семиотиката, наречена „генеративна семиотика“, опитвайки се да премести фокуса на дисциплината от знаците към системите за сигнификация. Теориите му доразвиват идеите на Сосюр, Йелмслев, Клод Леви-Строс и Морис Мерло-Понти.

#### Лотман
Юрий Лотман 1922–1993 е един от основателите на Тартуската (Тарту-московска) семиотична школа. Той развива семиотичен подход към изучаването на културата и създава комуникационен модел за текстовата семиотика. Лотман въвежда и понятието „семиосфера“.

#### Сибиък
Томас А. Сибиък, студент на Чарлз У. Морис, е плодовит американски семиотик с широки интереси. Въпреки че настоява, че животните не са способни на употребата на език, той разширява границите на семиотиката с нечовешки сигнални и комуникационни системи, повдигайки по този начин някои от проблемите, адресирани от философията на разума, и изковава термина „зоосемиотика“. Сибиък настоява, че всяка комуникация се осъществява благодарение на връзката между организма и обкръжението, в което живее. Той също твърди, че семиозата (интерпретирането на знаци) и живота са еквивалентни.

## Семиотиката в България
Семиотиката в България започва още в началото на 30-те години на 20 век, когато философът Иван Саръилиев въвежда прагматиката на Чарлз Пиърс още преди издаването на събраните съчинения на Пиърс. През 60-те и 70-те Александър Люцканов прави семиотични изследвания в своята лингвистична лаборатория във връзка с работата си в областта на машинния превод.  Пак през 60-те със семиотика се занимават Мирослав Янакиев, Атанас Славов, Иван Добрев, Цанко Младенов.
През 80-те години заклети семиотици стават Ивайло Знеполски, който се занимава със семиотика на киното, и Добрин Добрев – областта на литературната семиотика и семиотиката на цветовете.
В началото на 90-те години популяризатори на семиотиката в България са Иван Младенов и Мирослав Дачев.
След 1993 г. в Нов български университет се разкрива Департамент по семиотика с магистърски и докторантски курсове и програми по семиотика. Ръководител на департамента е проф. Мария Попова
В началото на 90-те години на ХХ век, първо се създава Българско семиотично дружество, а след това е създаден Югоизточноевропейски център за семиотични изследвания в Нов български университет [НБУ] с директор проф. Мария Попова, който всяка година провежда Лятна школа по семиотика в Созопол с участието на български и чужди преподаватели и студенти, като част от мрежа от над 30 университета. След 2007 г. ръководител на Центъра и на Школата е проф. Кристиян Банков.
През септември 2014 г. Нов български университет е домакин на 12. световен конгрес на Международната семиотична асоциация на тема „Нова семиотика: Между традиция и иновация“.